# Glabbeek-Zuurbemde
Glabbeek-Zuurbemde is een deelgemeente van de gemeente Glabbeek, gelegen in de Belgische provincie Vlaams-Brabant. De deelgemeente bestaat uit de dorpen Glabbeek en Zuurbemde.

## Geschiedenis
Op het eind van het ancien régime werden Glabbeek en Zuurbemde beide een gemeente. In 1825 werden deze gemeenten weer opgeheven en verenigd in de nieuwe gemeente Glabbeek-Zuurbemde.
In 1977 werden de gemeenten Bunsbeek, Kapellen en Attenrode bij Glabbeek-Zuurbemde gevoegd en de nieuwe fusiegemeente die zo ontstond behield aanvankelijk de vroegere naam. In 1981 werd de naam van de gemeente echter veranderd in Glabbeek, de naam van het grootste dorp binnen de fusiegemeente.

## Demografische ontwikkeling
- Bronnen:NIS, Opm:1831 tot en met 1970=volkstellingen; 1976 = inwoneraantal op 31 december

Deelgemeenten: Attenrode · Bunsbeek · Glabbeek-Zuurbemde · Kapellen

Overige dorpen: Wever · Zuurbemde

Belgische gemeenten · Arrondissement Leuven · Vlaams-Brabant · Vlaanderen